# Organovaite-Mn
La organovaite-Mn è un minerale.